# Дроб по селски
Дроб по селски е традиционно българско ястие, приготвено от телешки, агнешки или пилешки черен дроб, изпържен в олио, заедно с кромид лук, чушки, гъби, домати, готварска сол, черен пипер и чубрица.
Самото ястие се сервира с нарязан на дребно пресен обикновен магданоз, като се съчетава добре с гарнитура от сварени картофи.